# 브리턴 챈스

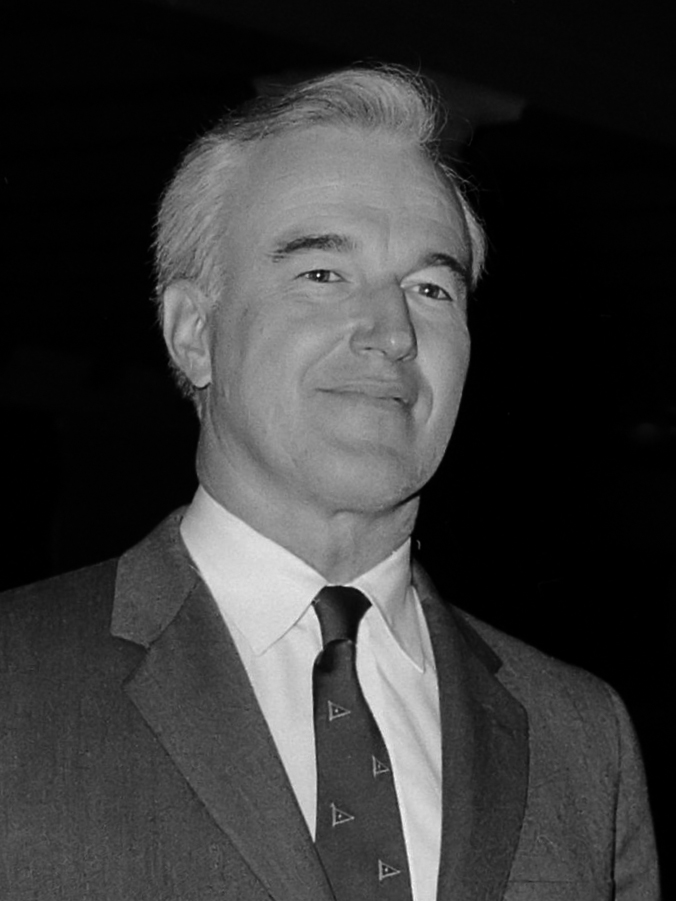

브리턴 챈스(Britton Chance, 본명: Britton "Brit" Chance ForMemRS, 1913년 7월 24일 – 2010년 11월 16일)는 미국의 생화학자, 생물물리학자, 학자, 발명가였으며, 그의 연구는 의료 문제를 진단하는 방법으로 분광학을 개발하는 데 도움을 주었다. "이론 과학을 유용한 생의학 및 임상 적용으로 전환시키는 데 있어 세계적인 리더"였으며 "생의학 포토닉스의 창시자"로 간주된다. 1974년에 국가과학훈장을 받았다.
또한 1952년 하계 올림픽에서 5.5미터급 미국 항해 부문에서 금메달을 획득한 올림픽 선수이기도 했다.